# Čunikovo
Čunikovo (in russo Чуниково?) è un centro abitato dell'Oblast' di Vologda, situato nel Babaevskij rajon. La popolazione era di 36 abitanti al 2002.

## Geografia
Si trova a 77 km da Babaevo e 7 km da Požara. Ananino è la area rurale più vicina.